# Бондарь, Георгий Герасимович
Гео́ргий Гера́симович Бо́ндарь (30 августа 1910, с. Громовка, Подольская губерния — 3 апреля 1945, Польша) — командир миномётного взвода 957-го стрелкового полка (309-я стрелковая дивизия, 40-я армия, Воронежский фронт), младший лейтенант, Герой Советского Союза.

## Биография
Родился 30 августа 1910 года в селе Громовка (ныне — Лучинец Винницкой области, Украина) в крестьянской семье.
В 1914 году семья переехала на Дальний Восток и поселилась в селе Николаевка, Смидовичского района Еврейской автономной области.
В 1933 г. после окончания Благовещенского строительного техникума был призван в ряды Советской Армии. Служил на Дальнем Востоке. После демобилизации (1936) работал на стройках г. Хабаровска техником, начальником участка: возводил жилые дома, школы, больницы, магазины.
В 1942 году Хабаровским горвоенкоматом призван в армию.
В 1943 году окончил Хабаровское военное пулемётно-миномётное училище и направлен в действующую армию, в 309-ю стрелковую дивизию.
Командир миномётного взвода 957-го стрелкового полка (309-я стрелковая дивизия, 40-я армия, Воронежский фронт), младший лейтенант.
В период с 24 по 28 января 1943 года немецким войскам удалось окружить соединения 38-й армии — 17-й гвардейский стрелковый корпус и две дивизии 21-го стрелкового корпуса, в том числе и 309-ю стрелковую дивизию. Однако уже к рассвету 29 января, действуя по разработанному командованием армии плану, эти соединения прорвали кольцо окружения в районе села Скитка (Липовецкий район Винницкой области) и заняли оборону на указанных рубежах. Главную роль в этом прорыве сыграли войска 68-й гвардейской и 309-й стрелковой дивизии.
За отличие в этой операции Г. Г. Бондарь был награждён орденом Александра Невского.
Отличился Георгий Герасимович при форсировании Днепра и в боях на плацдарме.
В ночь на 25 сентября 1943 года со своим миномётным взводом на подручных средствах (лодках и самодельных плотах) под огнём противника форсировал Днепр в районе села Балыко-Щучинка и вместе с пехотными подразделениями захватил плацдарм. Противник пытался сбросить бойцов с плацдарма. Младший лейтенант Бондарь огнём своих миномётов 25 сентября отразил три атаки врага, уничтожил 35 гитлеровских солдат и офицеров. Дважды поднимал бойцов своего взвода в контратаки, личным оружием уничтожил одного офицера и двух солдат противника. Во второй контратаке достиг высоты 166,9, где был ранен, но не оставил поля боя до подхода основных сил полка.
Указом Президиума Верховного Совета СССР от 23 октября 1943 года за мужество и героизм, проявленные при форсировании Днепра и в боях на плацдарме, младшему лейтенанту Бондарю Георгию Герасимовичу присвоено звание Героя Советского Союза с вручением ордена Ленина и медали «Золотая Звезда» (№ 2153).
С 4 марта по 17 апреля 1944 года в составе 1-й гвардейской армии принимал участие в Проскуровско-Черновицкой операции.
В составе 13-й армии участвовал в Львовско-Сандомирской наступательной операции (13 июля — 29 августа 1944 года).
Перед форсированием Вислы 309-й стрелковой дивизии по личному приказанию командира дивизии полковника Б. Д. Лева Г. Г. Бондарь переправился с группой разведчиков ночью на западный берег Вислы, по вспышкам засёк места расположения вражеских артиллерийских, миномётных и пулемётных огневых точек, нанёс их на схему и переслал её с одним из своих бойцов в штаб. Утром, когда подразделения дивизии начали форсирование, Бондарь, укрывшись в полуразрушенном сарае, находившемся в двухстах метрах от переднего края гитлеровцев, больше часа корректировал огонь миномётных батарей, обеспечив успех высадки.
Вплоть до конца 1944 года участвовал в боях по удержанию и расширению Сандомирского плацдарма.
В декабре 1944 года командиром полка майором М. П. Каснером Герою Советского Союза Г. Г. Бондарю был предоставлен краткосрочный отпуск для поездки на родину. Встретив новый 1945 год в кругу семьи, Г. Г. Бондарь вернулся на фронт.
В феврале 1945 года участвовал в Нижнесилезской наступательной операции (8-24 февраля). К 24 февраля войска армии вышли к реке Нейсе на границе с Германией.
В дальнейшем Г. Г. Бондарь участвовал в боях по уничтожению окружённой группировки противника в Бреслау.

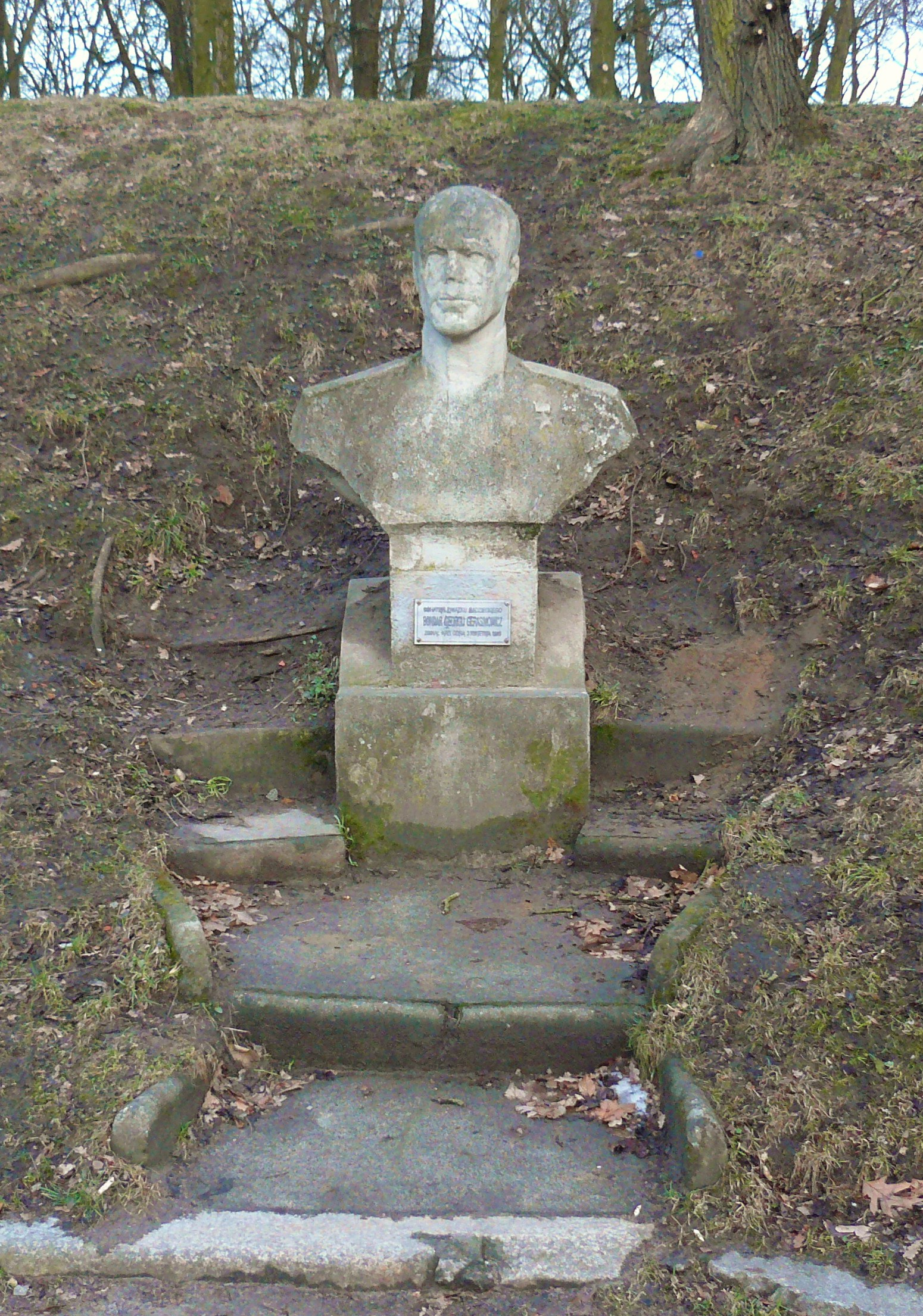
Памятник Г. Г. Бондарю в Познани (Польша)

3 апреля 1945 года, выполняя задание по разминированию виадука, по которому советские танки должны были прорываться в Бреслау, командир миномётной роты 959-го стрелкового полка старший лейтенант Г. Г. Бондарь погиб. Был похоронен на офицерском кладбище в Бреслау, позже перезахоронен на Кутузовском мемориальном воинском кладбище в Бунцлау (ныне — Болеславец Нижнесилезского воеводства, Польша).

## Память
Его имя присвоено школе и улице в Хабаровске (на одном из домов которой установлена мемориальная доска), а также пионерскому отряду Лучинецкой средней школы. В 2015 году его имя было увековечено на отдельном гранитном пилоне Аллеи Героев в Сквере Победы в Биробиджане.